# Песочная (приток Мечи)
Песочная — река в России, протекает в Старожиловском районе Рязанской области. Левый приток реки Меча.

## География
Река Песочная берёт начало у деревни Сазоново. Течёт в восточном направлении по открытой местности. Устье реки находится ниже деревни Малые Поляны в 1,6 км по левому берегу реки Меча. Длина реки составляет 10 км.

## Данные водного реестра
По данным государственного водного реестра России относится к Окскому бассейновому округу, водохозяйственный участок реки — Ока от города Рязань до водомерного поста у села Копоново, без реки Проня, речной подбассейн реки — бассейны притоков Оки до впадения Мокши. Речной бассейн реки — Ока.
По данным геоинформационной системы водохозяйственного районирования территории РФ, подготовленной Федеральным агентством водных ресурсов:
- Код водного объекта в государственном водном реестре — 09010102212110000025126
- Код по гидрологической изученности (ГИ) — 110002512
- Код бассейна — 09.01.01.022
- Номер тома по ГИ — 10
- Выпуск по ГИ — 0